# HMS Southampton (1912)
A HMS Southampton a Brit Királyi Haditengerészet egyik hadihajója, amely részt vett az első világháborúban.
A Southampton a Town-osztályú könnyűcirkálók harmadik generációjába, a Chatham-alosztályba tartozik. Testvérhajói a Dublin és a Chatham. Az Ausztrál Királyi Haditengerészet első három Town-osztályú könnyűcirkálója, a HMAS Melbourne, a HMAS Sydney és a HMAS Brisbane is szinte teljesen megegyező paraméterekkel rendelkeznek.
A Southampton hajtóművében különbözik az alosztály többi hajójától. A Chatham két hajócsavarral van felszerelve, a Parsons gőzturbinákkal rendelkező hajókra, pedig négy hajócsavart szereltek.
Kezdetben a Southampton a Földközi-tengeren szolgáló 2. könnyűcirkáló rajhoz tartozott, de 1914-ben a Vörös-tengerre vezényelték. Ez év novemberében a hajó részt vett a német SMS Konigsberg cirkáló elleni hadműveletekben is. 1915 májusában a Southampton a Dardanellák térségében szolgált és támogatta a szövetségesek Gallipoli-i partraszállását. 1916-ban visszatért a hazai vizekre, majd a Nagy Flotta 3. könnyűcirkáló rajának tagjaként részt vett a helgolandi csatában. A könnyűcirkáló részt vett a jütlandi csatában is, a 2. könnyűcirkáló raj zászlóshajójaként. A csatában ezen a hajón tartózkodott William Goodenough kapitány. A csata során a Southampton megtorpedózta az SMS Frauenlob cirkálót, ami ennek következtében elsüllyedt. 1916. május 26-án a brit könnyűcirkáló aknára futott, de sérüléseit kijavították, és túlélte a háborút.
1926. július 13-án a hajót ócskavasként eladták a Pembroke Dock-i Thos W Wardnak.